# Гезен
Гезен (нім. Gösen) — громада в Німеччині, розташована в землі Тюрингія. Входить до складу району Заале-Гольцланд.
Площа — 3,13 км2. Населення становить 206 ос. (станом на 31 грудня 2021).